# Белоусовка (Винницкая область)
Белоу́совка (укр. Білоусівка) — село на Украине, находится в Тульчинском районе Винницкой области.
Код КОАТУУ — 0524380401. Население по переписи 2001 года составляло 888 человек. Население по данным 2023 года составляло 545 человек. Почтовый индекс — 23663. Телефонный код — 4335.
Занимает площадь 3,538 км².

## Адрес местного совета
23663, Винницкая область, Тульчинский р-н, с. Белоусовка, ул. Ленина, 70

## Известные люди
В селе жил и умер Широцкий, Константин Витальевич.